# Critique
Critique è una rivista di critica letteraria e sociale, fondata nel 1946 da Georges Bataille e diretta dal 1962 al 1996 da Jean Piel. È passata dalle Éditions du Chêne alle Éditions Calmann-Lévy, e da queste alle Éditions de Minuit, presso le quali dal 1950 è ancora stampata. Nel 2014 ha superato la soglia degli 800 numeri, ed è diretta da Philippe Roger e da un consiglio di redazione che include Marc Augé, Françoise Balibar, Pierre Birnbaum, Antoine Compagnon, Danièle Cohn, Pedro Cordoba, Élie During, Yves Hersant e Alain de Libera.
Il sottotitolo voluto da Bataille è "Revue générale des publications françaises et étrangères" (rivista generale su pubblicazioni francesi e straniere), ma sin dagli inizi non si voleva solo fare semplici recensioni librarie. In un'intervista su Figaro littéraire del 17 luglio 1947, Bataille spiegò il progetto in questi termini: "Bigognerà che la coscienza umana smetta d'essere separata in compartimenti. "Critique" cerca il rapporto che può esistere tra economia politica e letteratura, tra filosofia e politica". È insomma una rivista generale sullo "spirito umano nei campi della creazione letteraria, della ricerca filosofica, della conoscenza storica, scientifica, politica ed economica."
Il n. 195-196, del 1963 è dedicato al suo fondatore, morto da qualche mese. Quello di dedicare una sezione della rivista a un argomento particolare o a un autore è una sua caratteristica. Per esempio sono stati fatti numeri su Maurice Blanchot (n. 229, 1966), Claude Simon (n. 414, 1981; n. 584-585, 1996), Michel Foucault (n. 471-472, 1986; n. 660, 2002; n. 696, 2005), Giacomo Leopardi (n. 512-513, 1990), Samuel Beckett (n. 519-520, 1990), Pierre Bourdieu (n. 579-580, 1995), Adam Smith (n. 617. 1998), Stéphane Mallarmé (n. 619, 1999), Claude Lévi-Strauss (n. 620-621, 1999), Alain Robbe-Grillet (n. 651-652, 2001), Ludwig Wittgenstein (n. 654, 2001), Nathalie Sarraute (n. 656-657, 2002), Leo Strauss (n. 682, 2004), Jean Starobinski (n. 687-688, 2004; n. 791, 2013), Pascal Quignard (n. 721-722, 2007), Henri Bergson (n. 732, 2008), Carl Schmitt (n. 738, 2008), Carlo Ginzburg (n. 769-770, 2011), Bruno Latour (n. 786, 2012), Edward W. Said (n. 793-794, 2013).